# Thionia maculipes
Thionia maculipes är en insektsart som beskrevs av Stsl 1864. Thionia maculipes ingår i släktet Thionia och familjen sköldstritar. Inga underarter finns listade i Catalogue of Life.